# 51. македонска дивизија НОВЈ
Педесет прва македонска дивизија НОВЈ формирана је 19. октобра 1944. године у селу Широк Дол код Берова. При оснивању, у њен су састав ушле Прва и 20., 21. македонска и Артиљеријска бригада. Тада је у њеном саставу укупно било 2476 бораца и официра. Број је касније нарастао до 6689 бораца и официра. Командант дивизије био је Кирил Михајловски, народни херој.
Учествовала је у операцијама за ослобођење Македоније на комуникацијама Дојран-Валандово-Струмица-Радовиш и Струмица-Ново Село-бугарска граница и то у саставу Брегалничко-струмичког корпуса НОВЈ.
Након ослобођења Струмице и Радовиша, распоређена је на југословенској граници од Ђевђелије до тромеђе на граници са Бугарском, након чега је расформирана у децембру 1944. године.